# Língua inhapari
Iñapari (inhapari) é uma língua indígena sul-americana criticamente ameaçada de extinção, falada por apenas 4 pessoas no Peru (em 1999) ao longo do rio Las Piedras perto da foz do rio Sabaluyoq. O idioma já está extinto nas vizinhas Bolívia. Todos os quatro falantes restantes são bilíngues em  espanhol e nenhum deles tem filhos, o que provavelmente levará à sua extinção assim que os falantes morrerem. O idioma Iñapari atualmente possui um dicionário publicado.
O dialeto Pacaguara (Pacahuara) descrito por Mercier era pelo menos etnicamente distinto.

## Amostra de texto
Ejé majɨhanípa awawáma nɨrahúriimá nɨnɨrotuaniimá. Boliviáno ejé nihachamą́į. Rɨnohámąį español. Tuáho anihapamána nɨrahurituá, natujɨráhúritua panahámara. Cachabamba manapamíriná y pamíriná pána la Paz, Bolivia orawamána.
Português
Antigamente os bolivianos vinham para onde morávamos - meu pai junto com minha mãe. Esses espanhóis nos mataram e foi assim que eles acabaram conosco. Eles também levaram meus pais e meus avós para baixo. Eles levaram alguns para Cochabamba e outros para La Paz.